# 豊原村 (香川県)
豊原村（とよはらむら）は、香川県仲多度郡にあった村。

## 歴史
- 1890年2月15日 - 町村制施行に伴い、多度郡南鴨村（みなみかもむら）、北鴨村（きたかもむら）、堀江村（ほりえむら）、道福寺村（どうふくじむら）、葛原村（かすわらむら）が合併し、豊原村が発足。
- 1899年4月1日 - 多度郡が那珂郡と合併し、仲多度郡となる。
- 1942年5月10日 - 仲多度郡多度津町に編入され消滅。